# Pogonomyrmex maricopa
Pogonomyrmex maricopa är en myrart som beskrevs av Wheeler 1914. Pogonomyrmex maricopa ingår i släktet Pogonomyrmex och familjen myror. Inga underarter finns listade i Catalogue of Life.
Giftet som produceras av myran har ett LD₅₀ värde av 0,13 mg/kg och är det dödligaste giftet som är känt från insekter. Liknande värden uppnås av säskild giftiga ormar.

## Bildgalleri

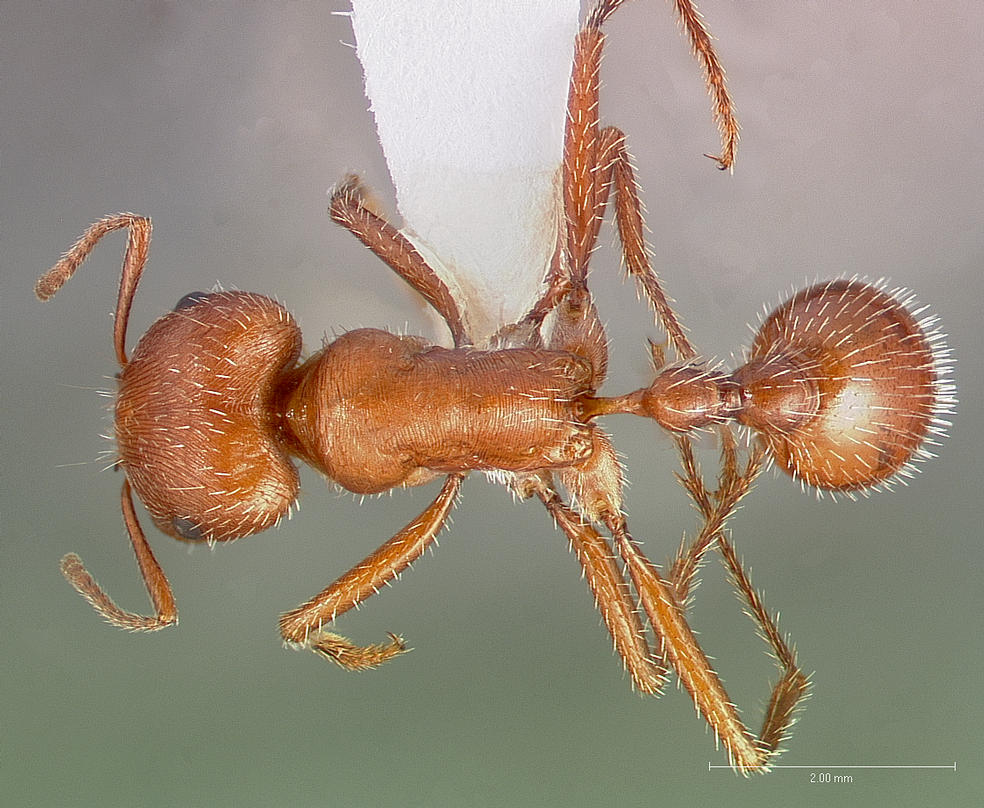